# 북아메리카의 깃발 목록
이 문서는 북아메리카의 국기를 나열한 목록'이다.

## 국제기

유엔
올림픽기
카리브 공동체
미주 기구
중미 통합 체제

## 북아메리카

캐나다
미국
멕시코
그린란드
바하마
퀘벡
쿠바

## 중앙아메리카

과테말라
벨리즈
엘살바도르
온두라스
니카라과
코스타리카
파나마

## 카리브 제도

아이티
도미니카 공화국
자메이카
- 파일:=소앤틸리스 제도=
세인트키츠 네비스
앤티가 바부다
도미니카 연방
세인트루시아
세인트빈센트 그레나딘
바베이도스
그레나다
트리니다드 토바고
푸에르토리코
케이맨 제도
미국령 버진아일랜드
영국령 버진아일랜드
앵귈라
몬트세랫
터크스 케이커스 제도
아루바
퀴라소
신트마르턴
보네르섬
사바섬
신트외스타티위스섬
생마르탱
생바르텔레미
과들루프
마르티니크
클리퍼턴섬

## 마이크로네이션

몰로시아 공화국
콘치 공화국

## 같이 보기
- 북아메리카의 주권국과 속령 목록
- 소구역
- 캐나다의 기 목록